# 永兴 (张惟元)
永兴（1628年）为中国明朝广东起事者张惟元的年号，前后共1年。

## 公元纪年对照表
| 永兴 | 元年   |
| ---- | ------ |
| 公元 | 1628年 |
| 干支 | 戊辰   |

## 同期存在的其他政权年号
- 中國
  - 崇祯（1628年－1644年）：明—朱由检之年号
  - 天聪（1627年－1636年）：后金—清太宗皇太极之年号
  - 瑞应（1621年－1629年）：明朝时期—奢崇明之年号
- 越南
  - 永祚（1618年－1629年）：后黎朝—黎神宗黎维祺之年号
  - 隆泰（1594年－1628年）：莫朝—莫敬宽之年号
  - 順德（1628年－1677年）：莫朝—莫敬完之年号
- 日本
  - 寬永（1624年－1644年）：后水尾天皇、明正天皇、后光明天皇之年號

## 參看
- 中国年号列表
- 其他时期使用的永兴年号